# Goussainville (Eure-et-Loir)
Goussainville település Franciaországban, Eure-et-Loir megyében. Lakosainak száma 964 fő (2017. január 1.). Goussainville Houdan, Maulette és Champagne községekkel határos.

## Népesség
A település népességének változása:
| Lakosok száma | 1269 | 965  | 1297 | 964  |
|               | 2013 | 2015 | 2016 | 2017 |